# Speelgoed

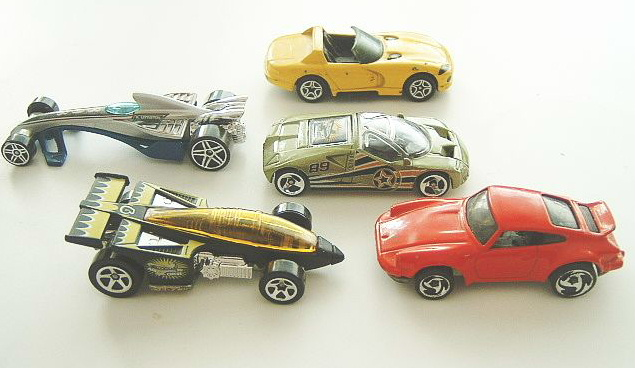
Speelgoedautootjes

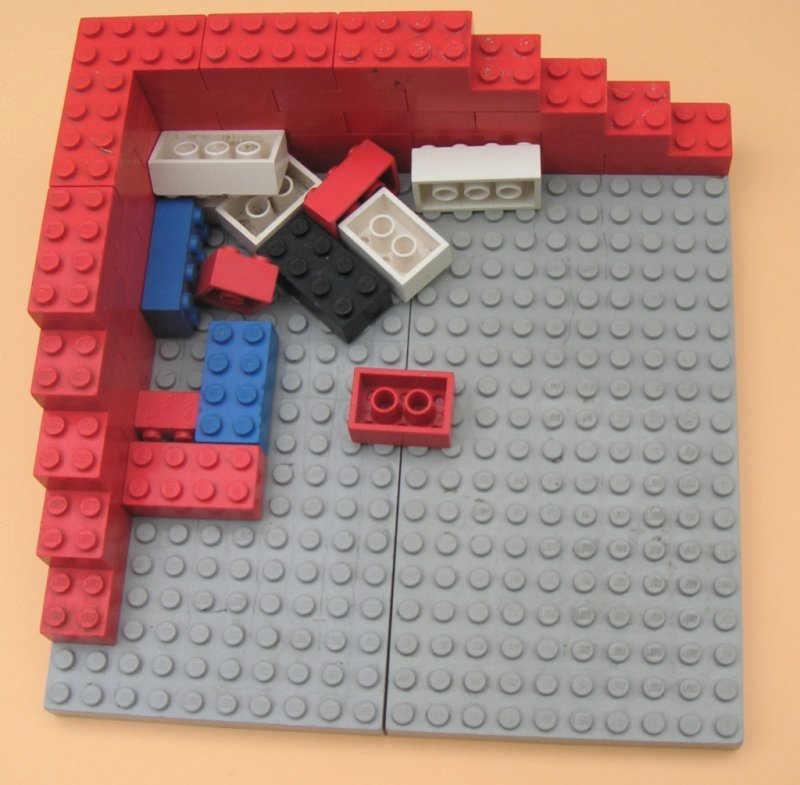
LEGO-bouwsteentjes

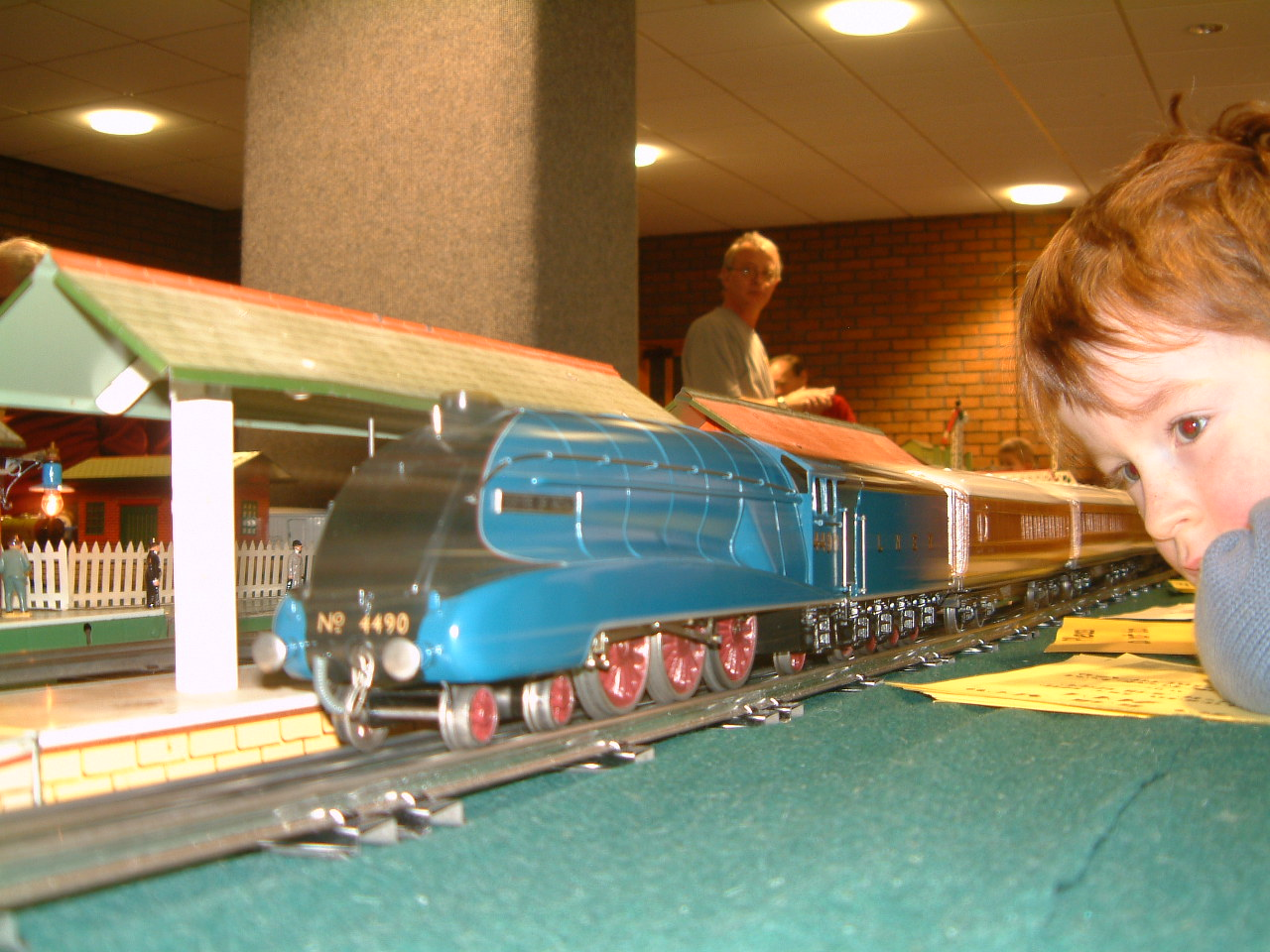
Modeltrein

Speelgoed zijn voorwerpen die voornamelijk gebruikt worden door kinderen om mee te spelen.
Mensen hebben de neiging om te spelen. Jonge kinderen spelen vaak, maar ook vele volwassenen doen het graag. Het kan zonder hulpmiddelen (stoeien, ravotten), maar vaak wordt er specifiek speelgoed gebruikt.

## Functies van het aangeboren speelgedrag

### Sociaal
De positie in de groep wordt op deze wijze verkend en vastgelegd. Het individu leert door te spelen met anderen omgaan en verkent de grenzen van geaccepteerd gedrag. Spel is ook een middel om op een gecontroleerde manier met agressie om te gaan en de agressie een uitlaatklep te geven. Bij de mens heeft het spel ook de functie de andere sekse spelenderwijs te leren kennen. Spelenderwijs leren kan spontaan plaatsvinden, maar ouders, trainers of leraren kunnen er ook voor kiezen om het leerproces de meer motiverende, of minder afschrikkende, vorm van een spel te geven. 

### Fysiek
Spelen bevordert de coördinatie van bewegingen (motoriek) en het ruimtelijk inzicht.

### Emotioneel
In een rollenspel (bijvoorbeeld bij het spelen met poppen of auto's) kunnen allerlei gevoelens worden verwerkt. Ouders zeggen vaak dat ze zichzelf horen praten als ze hun kinderen bezig zien. Bij het spelen van een gezelschapsspel komen allerlei gevoelens kijken: woede en blijdschap die bij winnen en verliezen horen. Merken dat je slimmer bent dan je medespeler of juist niet. Emoties waar ieder die opgroeit, mee moet leren omgaan.

## Spelen en speelgoed
De neiging om te spelen is bij volwassen zoogdieren minder groot dan bij jonge dieren maar ze kan ook bij volwassen dieren worden geobserveerd. Kenmerkend voor dieren is dat zij, zodra er een andere sterkere prikkel optreedt, hun spel zullen staken.
Bij de mens heeft spelen dezelfde functies als bij dieren. De mens met zijn grotere verstandelijke vermogens, onderscheidt zich door de keuze van de objecten waarmee men speelt en de complexiteit van de spellen die, anders dan bij dieren, aan afgesproken spelregels onderworpen kunnen zijn.
Dieren gebruiken in bijzondere gevallen gereedschap, maar hun speelgoed is steeds iets dat toevallig voorhanden is. Soms zijn er favoriete objecten die bij het spel van het dier de rol van prooi vervullen. Een moeder van een nest roofdieren zal levende prooien aan haar jongen geven zodat deze, spelenderwijs, hun jachttechniek kunnen oefenen. Bij de huiskat ziet men ook bij volwassen dieren een sterke neiging om met de gevangen prooidieren te spelen.
Mensen maken of kiezen speelgoed voor hun kinderen. Het kan gaan om objecten die puur als speelgoed zijn ontworpen, maar er zijn ook verkleinde uitvoeringen van de gereedschappen en wapens van de volwassenen.
In de jaren 60 en 70 is veel getwist over de rol van speelgoed in de opvoeding en men vroeg zich af of de keuze voor specifiek jongens- en meisjesspeelgoed zoals poppen en plastic pistolen genetisch bepaald was of dat de keuze door de ouders gemanipuleerd wordt. Onderzoek suggereert dat jongens over het algemeen ander speelgoed kiezen dan meisjes. Ook de vraag of oorlogsspeelgoed agressiviteit bevordert, werd onderzocht.
Spelen is voor de meeste kinderen zo belangrijk dat zij met bijna alles wat zij in hun omgeving kunnen vinden, gaan spelen. Het oorspronkelijke doel van het voorwerp doet er niet toe; in de beleving van het kind kan ieder voorwerp in het kader van het spel iets heel anders zijn. 
Om tegemoet te komen aan de behoefte van hun kinderen om te spelen, maar ook om kinderen spelenderwijs te onderwijzen in het gebruik van werktuigen, is al sinds de vroegste oudheid speelgoed gemaakt.

## Spelen is belangrijk voor een goede ontwikkeling
Doordat er meestal geen zwaarwegende consequenties verbonden zijn aan spel, is het zeer geschikt om te experimenteren. Men kan bijvoorbeeld in een spel zogenaamd "overlijden", maar vervolgens toch verder spelen in een herkansing. Kinderen die vrij kunnen spelen kunnen "hun hoofd leegmaken" en daardoor het leven van alle dag beter aan. Overigens geldt ook voor volwassenen dat zij regelmatig moeten recreëren.
Behalve veel plezier, kan speelgoed ook belangrijke leermomenten opleveren. Bij een gezelschapsspel oefent men bijvoorbeeld geduld, omdat men op zijn/haar beurt moet wachten. Verder leert men op jonge leeftijd al zijn emoties kennen, door bijvoorbeeld te merken dat winnen een ander gevoel geeft dan verliezen. Ook ontdekt men bij het spelen van sommige spellen dat anderen er beter in zijn of dat de persoon er zelf juist beter in is.
Het juiste speelgoed op het goede moment kan betekenen dat een kind vaardigheden aanleert waar het in zijn ontwikkeling aan toe is.

## Speelgoed door de eeuwen

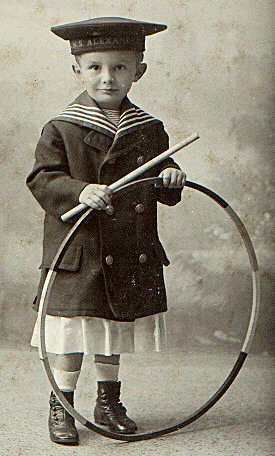
Een kind met een hoepel rond 1900.

### Speelgoed in deprehistorie
Bij opgravingen in de oudste stedelijke nederzettingen zoals Mohen Djaro en de Tell van de koningsstad Ur zijn spelletjes en speelgoed gevonden. Zo zijn er in de oudste beschavingen voorbeelden van bronzen speelgoedmeubilair, aardewerken poppen en dieren. De rammelaar is speelgoed dat waarschijnlijk al duizenden jaren oud is.

### Speelgoed in deoudheid
Bij opgravingen in Egypte zijn ook kindergraven uit de tijd van de farao's blootgelegd waarin terracotta poppen, beestjes, ballen en tollen werden aangetroffen, die als grafgiften waren meebegraven. In het Griekenland van voor onze jaartelling speelden meisjes met (lappen)poppen. Van de Grieken en Romeinen is vrij veel speelgoed bewaard gebleven. Er zijn ook afbeeldingen op vazen en reliëfs en beschrijvingen van speelgoed in de literatuur gevonden. Het speelgoed waarmee Griekse en Romeinse kinderen speelden, bestond voor zover bekend uit lappenpoppen, jojo's en trekkarretjes. Ook hadden ze rammelaars in de vorm van een varken, waarbij de snuit het handvat was. Als het kind dan schudde met het varkentje rammelden de bolletjes klei aan de binnenkant van het varkentje.

### Speelgoed in demiddeleeuwen
De kijk op het kind was in de Europese middeleeuwen anders dan nu. Het kind werd vooral als een te temmen, onrijp wezen gezien. Kinderen werden daarom aangekleed als kleine uitvoeringen van volwassenen. In de toenmalige cultuur bestond nog geen begrip voor de kindertijd, maar kinderen speelden natuurlijk wel degelijk.
Uit de middeleeuwen is maar weinig speelgoed bewaard gebleven. Omdat metaal kostbaar was, werd het speelgoed waarschijnlijk vaak van been of hout gemaakt. Aan het weinige speelgoed dat wel bewaard gebleven is, zoals vliegers, ballen, speelgoedsoldaatjes, hobbelpaarden en trek- en duwdieren, is op te maken dat de voorkeuren op dit gebied eeuwenlang gelijk zijn gebleven. Voor de rijken was er speelgoed dat van zilver, brons, glas of aardewerk was gemaakt.
Het spel was ook in de middeleeuwen vaak een nabootsing van de wereld van volwassenen.

### Speelgoed in dezestiende eeuw
Calvijn was een tegenstander van het spelen en het speelgoed. Luther, die vader was van een groot gezin, zag het nut en plezier van speelgoed wel in. 

### Speelgoed in dezeventiende eeuw
Schilderijen laten ons zien dat speelgoed een steeds belangrijker plek innam in de samenleving. Op afbeeldingen van Sinterklaasavonden, gelegenheden waarop ook toen speelgoed werd geschonken, is allerlei speelgoed te zien. Soms is het niet duidelijk of alle voorwerpen die eruitzien als speelgoed ook werkelijk zo waren bedoeld. Pronkstukken zoals speelgoed van zilver en poppenhuizen werden niet zozeer voor de kinderen, maar voor volwassenen gemaakt. De schitterende poppenhuizen, zoals die ook in het Rijksmuseum in Amsterdam te vinden zijn, waren kostbare en kwetsbare verzamelobjecten voor volwassenen.

### Speelgoed in deachttiende eeuw
Aan het einde van de achttiende eeuw kwam er, mede onder invloed van de filosoof Jean-Jacques Rousseau, aandacht voor de belevingswereld van het kind. In de Europese Verlichting komt een pedagogie tot ontwikkeling waarin het kind als een groeiend persoon in een ontwikkelingsfase wordt gezien.

### Speelgoed in denegentiende eeuw
De opkomende massaproductie zorgde voor een grote stroom van betaalbaar speelgoed. Bijzonder was dat in deze tijd ook speelgoed werd gemaakt dat specifiek voor de zondag was bedoeld. Dit speelgoed had een Bijbelse achtergrond. Een speelgoed "Ark van Noach" was populair.

### Speelgoed in detwintigste eeuw

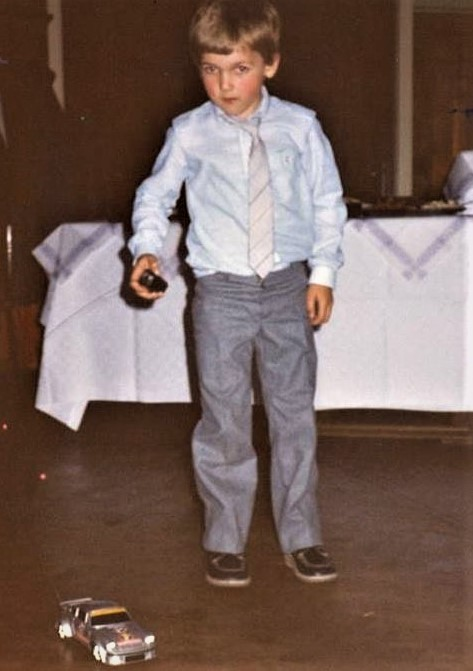
Auto op afstandsbediening via radiofrequentie (1982)

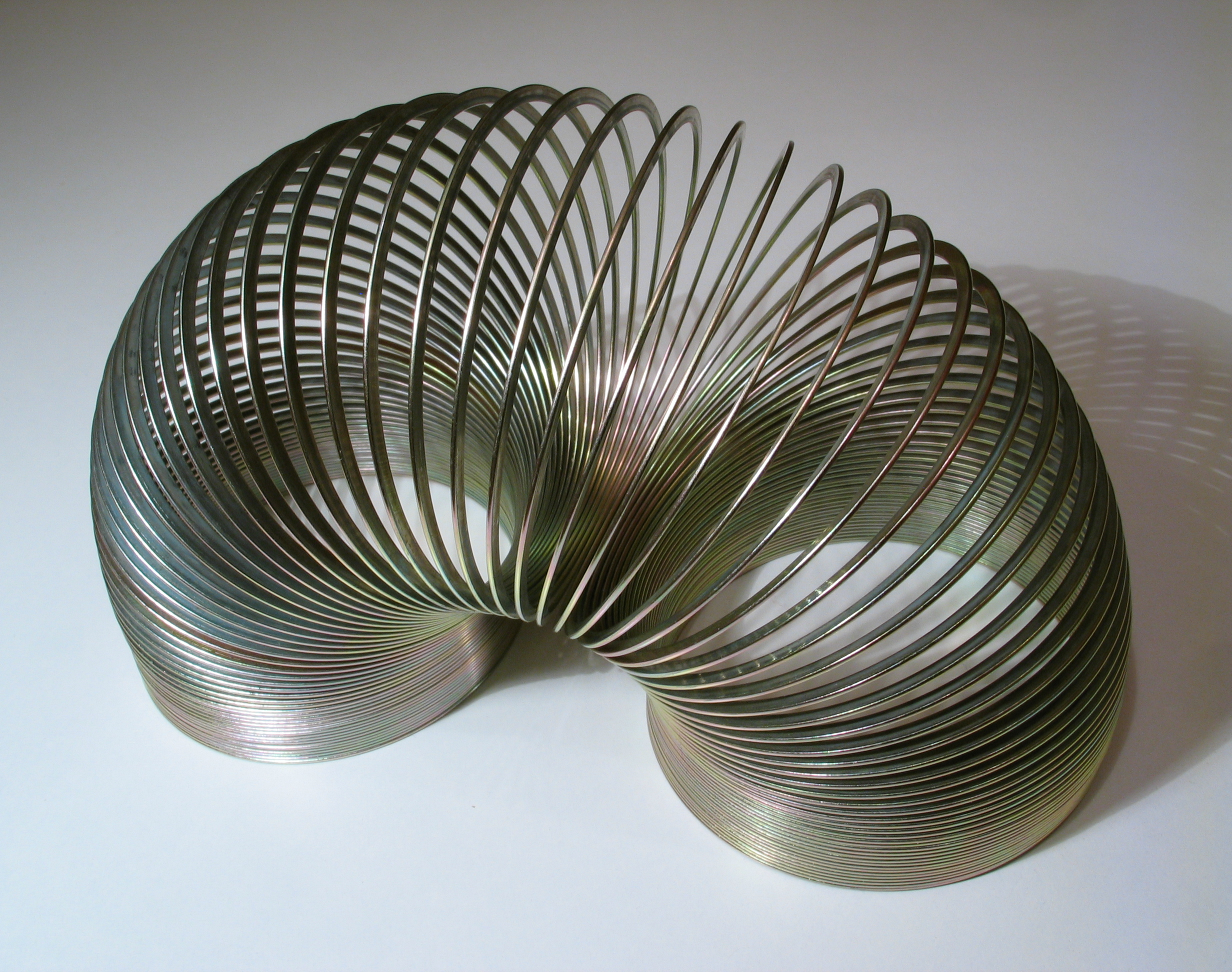
De Slinky werd een hit in 1945, maar is nog altijd bekend

In de eerste jaren van de twintigste eeuw werd blikken speelgoed populair. 

#### Blikken speelgoed in de twintigste eeuw
In Nederland waren geen speelgoedfabrikanten die speelgoed van blik produceerden. Rond de jaren vijftig kwam de import veelal vanuit Engeland op gang, al waren het vooral de rijkere families, die hun kinderen verwenden met deze toen nog stalen modellen. Een van de toonaangevende speelgoedfabrikanten was het Engelse merk Tri-ang. Opgericht rond 1830 als Lines Bros, groeide Tri-ang uit tot de grootste speelgoedfabrikant van de wereld.

### Speelgoed in de21e eeuw
Elk jaar wordt in Nederland het Speelgoed van het jaar gekozen.
Voorbeelden van speelgoed zijn:
- actiefiguren:
  - Action Man
  - He-Man
  - G.I. Joe
  - M.A.S.K.
- bal
- ballonnen
- bordspel
- constructie:
  - bouwstenen:
    - Blokken
    - LEGO
    - megablocks
    - Duplo

  - K'NEX
  - Meccano
  - Mobaco
  - miniPLEX
- frisbee
- spelcomputers:
  - PlayStation
  - PlayStation 4
  - Xbox
  - Xbox One
  - Gamecube
  - Nintendo
  - Nintendo's Game Boy
  - Nintendo DS
  - Nintendo 3DS
  - Wii
  - Wii U
- knuffelbeest
- modelbouw
  - modelauto (speelgoedauto)
  - modeltrein
  - modelvliegtuig
- poppen:
  - Barbie
  - Baby Born
  - Baby Annabell
  - Chou Chou
  - Playmobil-poppetjes
- speeltuig
  - draaitol
  - jojo
  - knikkerbaan
  - rammelaar
  - skippybal
  - springtouw
  - step
  - waterpistool
  - windmolentje. Dit bestaat al in Nederland sinds ten minste 1600
  - wipkip

Met speelgoed kunnen allerlei vaardigheden worden ontwikkeld, zoals de motoriek. Speelgoed voor de allerjongsten wordt vaak ook speciaal vanuit dit oogpunt ontwikkeld. Oudere kinderen zijn qua ontwikkeling verder gevorderd dan jonge kinderen. Voor oudere kinderen zijn er dus ook andere aandachtspunten waar op gelet wordt bij het maken van het speelgoed.